# 伏見広綱
伏見 広綱（ふしみ ひろつな）は、平安時代末期の人物。源頼朝の右筆。伏見冠者藤原広綱と呼ばれる。

## 略歴
伏見氏は本姓は藤原氏で、遠江国佐野郡の豪族。広綱も同郡掛河（現在の静岡県掛川市）の出身。
文筆に秀で、鎌倉に幕府を構えた源頼朝が、朝廷の事に通じている者を探していた所を安田義定の推挙を受け、寿永元年（1182年）5月12日、鎌倉に参じて頼朝の右筆となった。その直後に頼朝が源義重の娘（祥寿姫）に宛てた艶書を届ける使いをしている。
寿永元年（1182年）11月10日、頼朝の愛妾亀の前を飯島（逗子市）の自邸に匿っていた事で、頼朝の妻北条政子の怒りを買い、政子の命を承けた牧宗親に邸を破壊された。広綱は亀の前を連れ、命からがら大多和五郎義久（三浦義明の子）の鐙摺（葉山町）の邸に逃れた。12日、頼朝は宗親を伴って鐙摺を訪れ、広綱に事の経緯を聞き、宗親を問いただした。宗親は言葉もなく平伏したが、頼朝は宗親の髻を切って恥辱を与えた。12月16日、広綱は政子の怒りによって遠江国に流罪となった。
この間、頼朝の右筆として半年余。流罪先の遠江は広綱の出身地である。